# Little Thurrock
Little Thurrock – dzielnica miasta Grays w Anglii, w hrabstwie Essex, w dystrykcie (unitary authority) Thurrock. Leży 4 km od miasta Tilbury. W 1931 roku civil parish liczyła 4 428 mieszkańców. Little Thurrock jest wspomniana w Domesday Book (1086) jako T(h)urrucca.